# 谢讷河畔凯特勒维尔
谢讷河畔凯特勒维尔（法語：Quettreville-sur-Sienne，法語發音：[kɛtʁəvil syʁ sjɛn]）是法国芒什省的一个市镇，属于库唐斯区。该市镇于2016年由原谢讷河畔凯特勒维尔与市镇延维尔合并而成。2019年，市镇孔特里耶尔、盖埃贝尔、特雷利和埃朗盖维尔并入谢讷河畔凯特勒维尔。

## 地理
谢讷河畔凯特勒维尔（48°58'11"N, 1°28'5"W）面积49.42 平方千米，位于法国诺曼底大区芒什省，该省份为法国西北部沿海省份，西、北、东北三面环大西洋，东起顺时针与卡爾瓦多斯省、奧恩省、马耶讷省和伊勒-维莱讷省接壤。
与谢讷河畔凯特勒维尔接壤的市镇（或旧市镇、城区）包括：滨海蒙马丹、谢讷河畔奥尔瓦勒、塞朗斯、滨海米讷维尔、索塞、圣但尼勒韦蒂、格里梅尼勒、勒梅尼勒欧贝尔、滨海欧特维尔、龙塞、朗格罗讷。
谢讷河畔凯特勒维尔的时区为UTC+01:00、UTC+02:00（夏令时）。

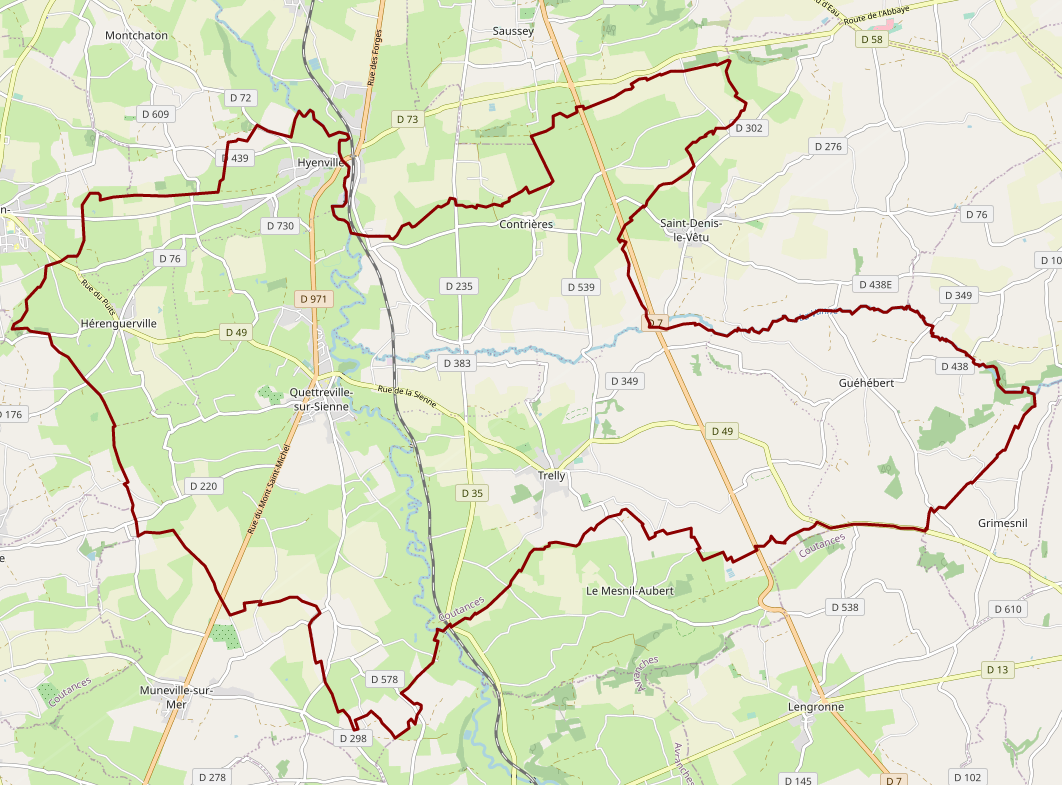
谢讷河畔凯特勒维尔的OSM定位图

## 行政
谢讷河畔凯特勒维尔的邮政编码为50660，INSEE市镇编码为50419。

## 政治
谢讷河畔凯特勒维尔所属的省级选区为谢讷河畔凯特勒维尔县。

## 人口
谢讷河畔凯特勒维尔于2022年1月1日时的人口数量为3181人。